# كريغ كامبل (تنس)
كريغ كامبل (بالإنجليزية: Craig Campbell)‏ مواليد 18 يوليو 1963 في كيب تاون، جنوب أفريقيا، هو لاعب كرة مضرب جنوب أفريقي سابق بدأ مسيرته كمحترف سنة 1986 وكان يلعب باليد اليمنى. أعلى تصنيف له في الفردي كان المركز الـ 183 في سنة 1986. أعلى تصنيف له في الزوجي كان المركز الـ 169 في سنة 1986.

## النهائيات

### الزوجي: 1 (0–1)
| الحصيلة | الرقم | Year | الدورة                              | الأرضية | الشريك  | المنافسون في النهائي       | النقاط في النهائي |
| ------- | ----- | ---- | ----------------------------------- | ------- | ------- | -------------------------- | ----------------- |
| الوصيف  | 1.    | 1986 | بطولة السويد المفتوحة للتنس، السويد | ترابية  | جوي ريف | سيرخيو كاسال إميليو سانشيز | 4–6, 2–6          |

## روابط خارجية
- كريغ كامبل على موقع رابطة محترفي التنس (الإنجليزية)
- كريغ كامبل على موقع الاتحاد الدولي لكرة المضرب (الإنجليزية)
- كريغ كامبل على موقع خلاصة التنس.كوم (الإنجليزية)